# Monte M. Katterjohn
Monte M. Katterjohn (20 de outubro de 1891 – 8 de setembro de 1949) foi um roteirista norte-americano. Nascido em Boonville, Indiana, ele escreveu os roteiros de 68 filmes entre 1912 e 1931. Monte faleceu em Evansville, Indiana.

## Filmografia selecionada
- The Flame of the Yukon (1917)
- Golden Rule Kate (1917)
- Silk Husbands and Calico Wives (1920)
- The Great Moment (1921)
- The Sheik (1921)
- The Impossible Mrs. Bellew (1922)
- My American Wife (1922)
- The White Desert (1925)
- A Social Celebrity (1926)
- Walking Back (1928)
- Daughter of the Dragon (1931)